# Dekanat płoński
Dekanat płoński – dawny dekanat diecezji płockiej z siedzibą w Płońsku. 

## Historia
Dekretem biskupa płockiego Piotra Libery od 18 września 2018 został podzielony na dwa dekanaty:
- Dekanat płoński południowy utworzony z parafii:
  - św. Floriana w Krysku,
  - św. Michała Archanioła w Kucicach,
  - św. Tekli w Naruszewie,
  - św. Michała Archanioła w Płońsku,
  - św. Ojca Pio w Płońsku,
  - św. Apostołów Piotra i Pawła w Radzyminie,
  - św. Achacjusza w Skołatowie i św. Pankracego w Starym Guminie
- Dekanat płoński północny utworzony z parafii:
  - św. Urbana w Baboszewie,
  - św. Katarzyny w Dziektarzewie,
  - św. Zygmunta w Królewie,
  - św. Maksymiliana Kolbego w Płońsku,
  - św. Antoniego w Sarbiewie,
  - św. Stanisława Kostki w Smardzewie,
  - św. Jana Chrzciciela w Sochocinie

## Parafie
| Lp | Miejscowość / parafia                 | Czas powstania | Proboszcz / administrator               | Zdjęcie |
| -- | ------------------------------------- | -------------- | --------------------------------------- | ------- |
| 1  | Baboszewo św. Urbana                  | XIII w.        | ks. kan. mgr Stanisław Gutowski od 2003 |         |
| 2  | Dziektarzewo św. Katarzyny            | koniec XIV w.  | ks. mgr Rafał Michalak od 2013          |         |
| 3  | Królewo św. Zygmunta                  | XIV w.         | ks. mgr Witold Zembrzuski od 2008       |         |
| 4  | Krysk św. Floriana                    | poł. XIII w.   | ks. Jan Kaźmierczak od 2004             |         |
| 5  | Kucice św. Michała Archanioła         | koniec XIV w.  | ks. mgr Tadeusz Milczarski od 2012      |         |
| 6  | Naruszewo św. Tekli                   | XIII w.        | ks. Sławomir Stefański od 2010          |         |
| 7  | Płońsk św. Maksymiliana Kolbego       | 1981           | ks. kan. mgr Zbigniew Sajewski od 2010  |         |
| 8  | Płońsk św. Michała Archanioła         | XIV w.         | ks. kan. dr Marek Zawadzki od 2013      |         |
| 9  | Płońsk św. Ojca Pio                   | 2017 r.        | ks. mgr Tomasz Markowicz od 2017        |         |
| 10 | Radzymin św. Apostołów Piotra i Pawła | ok. 1390       | ks. Zdzisław Kupiszewski od 2009        |         |
| 11 | Sarbiewo św. Antoniego                | XIII/XIV w.    | ks. dr Janusz Ziarko od 2014            |         |
| 12 | Skołatowo św. Achacjusza              | XII w.         | ks. kan. mgr Wiesław Malinowski od 2006 |         |
| 13 | Smardzewo św. Stanisława Kostki       | 1711           | ks. kan. mgr Henryk Dymek od 1996       |         |
| 14 | Sochocin św. Jana Chrzciciela         | 1450           | ks. kan. mgr Czesław Stolarczyk od 2001 |         |
| 15 | Stare Gumino św. Pankracego           | 1248           | ks. mgr Tadeusz Milczarski od 2012      |         |

stan na dzień 1.08.2017